# Хамраев, Раззак Хамробоевич
Раззак Хамробоевич Хамра́ев (узб. Razzoq Hamroyev; 2 [15] мая 1910, Кызылорда — 5 мая 1981, Ташкент) — советский, узбекский актёр, театральный режиссёр, педагог. Народный артист СССР (1969). Лауреат Сталинской премии второй степени (1948).

## Биография
Раззак Хамраев родился 2 (15) мая 1910 года (по другим источникам — 30 ноября)  селении Тезгузар (ныне — в Шафирканском районе, Бухарская область, Узбекистан).
Окончил школу в Тезгузаре. После окончания Ташкентского мужского института просвещения в 1930 году уехал по распределению в Наманган, где стал преподавать узбекский язык и литературу. В школе организовал драматический кружок, где был режиссёром и актёром одновременно.
С 1931 года — один из организаторов, актёр, режиссёр, главный режиссёр (с 1934), художественный руководитель Наманганского театра музыкальной драмы и комедии им. А. Навои.
В 1940 году учился на режиссёрских курсах при МХАТе в Москве.
С 1946 года и до конца жизни — актёр, режиссёр, главный режиссёр (1959—1976) Узбекского театра музыкальной драмы и комедии им. Мукими.
Ставил спектакли и в других театрах Узбекской ССР.
С 1945 года снимался в кино. Член Союза кинематографистов Узбекской ССР.
В 1954 году окончил режиссёрский факультет Ташкентского государственного института театрального искусства им. А. Н. Островского (ныне Государственный институт искусств и культуры Узбекистана).
С 1954 года преподавал в Ташкентском театрально-художественном институте им. А. Н. Островского, вёл курс режиссуры (с 1978 — профессор).
Член ВКП(б) с 1945 года. Депутат Верховного Совета Узбекской ССР 7 созыва.
Раззак Хамраев умер 5 мая 1981 года в Ташкенте. Похоронен на Чигатайском мемориальном кладбище.

### Семья
- Сын — Джавлон Хамраев (1934—1997), актёр. Народный артист Узбекской ССР (1975)
- Сын- Мардон Хамраев ( 1936-2020)
- Сын - Нариман Хамраев ( 1938- 2009)
- Дочь — Гули Хамраева (1946—2023), артистка балета, педагог. Народная артистка Узбекской ССР (1983 - 2022)
- Сын - Шерзод Хамраев
- Сын- Абдураим Хамраев
- Внук — Бехзод Хамраев (р. 1960), актёр киностудии «Узбекфильм». Заслуженный артист Узбекистана (2012)
- Внук — Улугбек Хамраев (р. 1970), кинооператор, клипмейкер
- Внучка: Зульфия Хамраева 1958, Директор театра юного зрителя, Ташкент
- Внучка — Надира Хамраева (р. 1985), балерина. Заслуженная артистка Узбекистана (2010).

## Награды и звания
- Народный артист Узбекской ССР (24.02.1950)[2]
- Народный артист СССР (10.01.1969)[3]
- Сталинская премия второй степени (1948) — за исполнение главной роли в фильме «Алишер Навои» (1947)
- Государственная премия Узбекской ССР имени Хамзы (1970 — за исполнение роли Мирзы Карима Кутидора в фильме «Минувшие дни»)[4]
- Два ордена Трудового Красного Знамени (в т.ч. 18.03.1959)[5]
- Орден Дружбы народов (1980)
- Два ордена «Знак Почёта» (в т.ч. 1950)
- Орден «За выдающиеся заслуги» (Узбекистан) (2003 — посмертно)[6]
- Медали
- Почётные грамоты Президиума Верховного Совета Узбекской ССР.

## Творчество

### Режиссёрские работы
- 1932 — «Два коммуниста» К. Яшена
- 1934 — «Халима» Г. Зафари
- 1939 — «Коварство и любовь» Ф. Шиллера
- 1952 — «Алтын-куль» Уйгуна
- 1954 — «Мукими» С. Абдуллы
- 1957 — «Любовь к Родине» З. Р. Фатхуллина и Ш. Сагдуллы
- 1961 — «Влюблённый Ташболта» Г. Гуляма
- 1961 — «Тайны паранджи» Хамзы
- 1963 — «Милые девушки» К. Шангитбаева и К. Байсеитова
- 1963 — «Нодира» X. Раззакова и С. Хаитбаева
- «Слуга двух господ» К. Гольдони
- «Принцесса Турандот» К. Гоцци
- «Тахир и Зухра» С. Абдуллы
- «Гули сиех» С. Джамала
- «Нурхон» К. Яшена
- «Офтобхон» К. Яшена
- «Лейли и Меджнун» Хуршида
- «Фергана до рассвета» М. Исманли
- «Золотое озеро»

### Роли в театре
- 1954 — «Мукими» С. Абдуллы — Мукими
- 1961 — «Влюблённый Ташболта» Г. Гуляма — Мелибай
- 1968 — «Навои в Асрабаде» И. Максумова, Ю. Раджаби, С. Джалила — Навои
- «Коварство и любовь» Ф. Шиллера — Фердинанд
- «Овечий источник» Л. де Веги — Командор
- «Двенадцатая ночь» У. Шекспира — Мальволио
- «Нурхон» К. Яшена — Василий Иванович
- «С твоей любовью» Умарова — Кенжа
- «Тахир и Зухра» С. Абдуллы — Назым
- «Рустам» У. Исмаилова — Рустам
- «Фархад и Ширин» Хуршида по  поэме А. Навои — Хосров
- «Навои«» по Айбеку — Навои
- «Принцесса Турандот» К. Гоцци — Панталоне
- «Разгром» К. Яшена — Арслан
- «Хамза» К. Яшена и А. Умари — Хамза
- «Слуга двух господ» К. Гольдони — Труффальдино
- «Хозяйка гостиницы» К. Гольдони — кавалер

### Фильмография
- 1945 — Тахир и Зухра — летописец Назим
- 1946 — Похождения Насреддина — Ходжа Насреддин
- 1947 — Алишер Навои — Алишер Навои
- 1948 — Дочь Ферганы
- 1954 — Сёстры Рахмановы — Арифов
- 1955 — Крушение эмирата — Джафар
- 1956 — Авиценна — Бируни
- 1956 — Священная кровь — Шакиф-ата
- 1958 — Очарован тобой — отец Замиры
- 1958 — По путёвке Ленина — отец Саодат
- 1958 — Пламенные годы
- 1958 — Сыновья идут дальше — усто Сафар
- 1959 — Второе цветение — Ахмедов
- 1959 — Фуркат — Мукими
- 1960 — Об этом говорит вся махалля — усто Шариф
- 1960 — Хамза — Назари
- 1961 — Маленькие истории о детях, которые… — Саид
- 1963 — Самолёты не приземлились — Исмали
- 1964 — Где ты, моя Зульфия? — Курбанов
- 1964 — Звезда Улугбека — Фарман-шах
- 1964 — Канатоходцы — Таштемир
- 1965 — Родившийся в грозу — ведущий актёр
- 1966 — Белые, белые аисты — старший брат Малики
- 1966 — Колокол Саята — Мансур
- 1966 — Тайна пещеры Каниюта — Ильдар Закирович
- 1967 — Плюс единица — кинооператор
- 1968 — Возвращение командира — Намазов
- 1968 — Дилором — Нугман
- 1969 — Её имя — Весна — Халил
- 1969 — Завещание старого мастера — Усманбай
- 1969 — Минувшие дни — Мирза Карим Кутидор
- 1971 — Драма любви — эпизод
- 1971 — Здесь проходит граница — Джафарбек
- 1971 — Рустам и Сухраб — Хуман
- 1971 — Сказание о Рустаме — Хуман
- 1971 — Схватка
- 1972 — В чёрных песках — эпизод
- 1972 — Ждём тебя, парень — Максуд Гафурович Гафуров
- 1972 — Семург — странник
- 1973 — Здравствуй, добрый человек — эпизод
- 1973 — Огненный берег — Ишан
- 1973 — Побег из тьмы — Таир-ага
- 1974 — Абу Райхан Беруни — Ибн Ирак
- 1975 — Это было в Межгорье
- 1976 — Мой старший брат — Вахидов
- 1976 — Ради других — Нурматов
- 1977-1984 — Огненные дороги — шейх Хазрат
- 1978 — Подарю тебе город — отец Юнуса
- 1978 — Серое дыхание дракона — Ло Вен
- 1978 — Хорезмийская легенда — чеканщик Насыр
- 1978 — Чужое счастье — эпизод
- 1979 — Отцовский наказ — Абдулла
- 1979 — Воздушные пешеходы — врач
- 1980 — Девушка из легенды — Мурад-мирза